# 去りなんいざ狂人の国を
『去りなんいざ狂人の国を』（さりなんいざきょうじんのくにを）は、日本の作家西村寿行が著した長編冒険小説。
独善的なユートピア志向のため日本国民を無差別殺戮し、日本政府を脅迫するテロリスト集団と、警視庁の捜査員たちの熾烈な戦いを描く冒険小説である。
『GORO』（小学館）に1977年10月から1978年7月にかけて連載された。雑誌連載時の挿し絵は、金森達が担当した。書籍の初版は1978年8月に、祥伝社のノン・ノベルの一冊として「長編ハードアクション小説」と銘打って刊行された。ノン・ノベル版の挿し絵は、岩崎満が担当した。

## 現実の事件との関連
テロリストの犯行手段が、市街地での青酸ガスによる無差別大量殺人だったことから、地下鉄サリン事件との暗合が話題となった。実際には、本書が現実の事件に影響を与えた事実はない。

## あらすじ
その年の10月。九州の関門トンネルで、青酸ガスによる大量無差別殺人が発生した。短時間で死傷者は約300人に迫る大惨事となった。事件の陰にテロリストの影を察した内閣は、閣内対策委員会と同時に特別捜査本部を設置する。公安特別捜査官の凄腕・鳴島小菊と神谷玄二郎たち捜査員が事件を追うが、やがて姿なき敵は50億円を日本政府に要求した。これに日本政府が拒否する中、犯人たちは都内の地下鉄に青酸ガスを流す第2の凶行に及んだ。被害者の総数が3千人を超す中、地下道の犯行準備の痕跡から、犯人の手掛かりを得た鳴島と神谷は正体不明のテロリストに向けて必死の戦いを続けるが……。

## 登場人物
鳴島小菊（なるしま こぎく）
主人公の一人。青酸ガス大量殺人事件の臨時特別捜査本部の捜査員。本来は、警察庁警備局公安第一課付属機関公安特別捜査班のメンバー。33歳。贅肉のない締まった体つき。特別捜査幹部研修所の出身。
神谷玄二郎（かみや げんじろう）
主人公の一人。臨時特別捜査本部の捜査員。本来の所属は鳴島と同じ。36歳。愛煙家で中年太り。以前は公安第一課に所属。
石舟（いしふね）
臨時特別捜査本部の指揮官で鳴島と神谷の上司。階級は警視正。
御坂亜紀（みさか あき）
刑事局出身の、細面の女性刑事。28歳。囮捜査や潜入捜査の経験豊かな捜査員。両親を青酸ガス事件に巻き込まれて殺害され、復讐心を内に秘める。テロリスト・浅羽の正体を探るため、彼が参加しているらしいサド・マゾの部屋に潜入する。
浅羽五郎（あさば ごろう）
テロリスト集団の実行犯。別名・氏名幹夫（うじな みきお）。一見、40歳前後の裕福な中年紳士だが、サド・マゾ趣味、その双方の性癖を持つ。睾丸に脂肪の塊があるのが肉体的な特徴。
大西良一（おおにし りょういち）
新宿西大久保で、コールガールの斡旋業を営む30代の男。浅羽に高橋由美子を紹介する。
高橋由美子（たかはし ゆみこ）
大西の組織に所属するコールガール。30歳。31歳の身障者の夫と4歳の子供がいる。大西の仲介で浅羽と出会い、最初は彼の望むままマゾヒスト扱いされたがる彼を責めた。それから立場を交代し、由美子の方がマゾ女として縛られ、サディストに転じた浅羽に責められた。
ヤクザ風の二人の男
夜間、中央線に乗車していた男たち。片方が酔って居眠りし、隣席の広崎三津子に寄りかかる。だが三津子が敬遠して体を避けたために横転。人前で恥をかかされたとして、三津子の頬を叩く。そのまま2人がかりで彼女を次の駅で強引に降ろし、拉致と凌辱を図ったが、同じ車輛に乗っていた浅羽にこれを止められて激怒。彼に対して2人がかりで暴行を加えるうちに、駅員に見とがめられて逃走した。
広崎三津子（ひろさき みつこ）
荻窪在住の29歳の人妻。設計技師である夫・重則（34歳）の青函トンネル工事現場への出張中、かつての同僚と銀座で食事をした帰りに中央線内で暴漢に襲われ、偶然その現場に居合わせた浅羽に窮地を救われた。これが縁で、彼の正体を知らぬまま不倫関係に陥って変態的な性交の虜となり、愛人として彼のパートナーとして乱行パーティを行うサド・マゾの部屋にも駆り出されるまでになった。
吉田武雄（よしだ たけお）
鳴島の知人の暴力団員。テロリスト事件の渦中、マフィアの日本上陸という情報を持ってくる。